# Stenomys verecundus
Il ratto snello della Nuova Guinea (Stenomys verecundus  Thomas, 1904) è un roditore della famiglia dei Muridi endemico della Nuova Guinea.

## Descrizione
Roditore di medie dimensioni, con la lunghezza della testa e del corpo tra 132 e 168 mm, la lunghezza della coda tra 143 e 171 mm, la lunghezza del piede tra 30,6 e 34,5 mm, la lunghezza delle orecchie tra 14,6 e 20,4 mm e un peso fino a 133 g.

Il corpo è snello. La pelliccia è lucida, liscia e soffice. Il colore delle parti superiori è grigio-brunastro scuro, cosparso da piccoli peli spinosi. Le orecchie sono piccole e marrone scuro. Le parti ventrali sono bianco-giallastre, con la base dei peli grigia. I piedi sono sottili e bianchi. La coda è più lunga della testa e del corpo, è uniformemente marrone scuro e spesso con la punta bianca. Ci sono 10-13 anelli di scaglie per centimetro. Il cariotipo è 2n=32 FN=60.

## Biologia

### Comportamento
È una specie terricola.

### Riproduzione
Sul Monte Erimbari, nella parte centro-orientale della cordigliera centrale, è stata osservata una stagione riproduttiva tra ottobre e maggio. Nel resto dell'areale le nascite avvengono tra marzo e aprile, maggio e giugno e tra settembre e dicembre. Le femmine danno alla luce 1-3 piccoli alla volta.

## Distribuzione e habitat
Questa specie è diffusa nella cordigliera centrale della Nuova Guinea.
Vive in diversi tipi di habitat, dalla foresta umida tropicale primaria ai campi agricoli tra 150 e 2.700 metri di altitudine.

## Tassonomia
Sono state riconosciute 3 sottospecie:
- R.v.verecundus: Owen Stanley Range, nell'estrema parte sud-orientale della Nuova Guinea;
- R.v.mollis (Rümmler, 1935): parte centro-orientale della cordigliera centrale della Nuova Guinea;
- R.v.unicolor (Rümmler, 1935): parte occidentale della cordigliera centrale della Nuova Guinea.

## Conservazione
La IUCN Red List, considerato il vasto areale, la popolazione numerosa e la mancanza di reali minacce, classifica S.verecundus come specie a rischio minimo (Least Concern).